# Gaâfour
Gaâfour (àrab: قعفور, Gaʿfūr) és una ciutat de Tunísia, a la governació de Siliana, situada 29 km al nord de la ciutat de Siliana i uns 300 metres sobre el nivell de la mar. La seva població és d'uns 12.000 habitants. És capçalera d'una delegació amb 21.020 habitants.

## Economia
Té estació de ferrocarril i una zona industrial a només 2 km de la ciutat (creada el 1983).

## Administració
És el centre de la delegació o mutamadiyya homònima, amb codi geogràfic 24 54 (ISO 3166-2:TN-12), dividida en set sectors o imades:
- Gâafour Est (24 54 51)
- Gâafour Ouest (24 54 52)
- El Khouat (24 54 53)
- Aïn Zerig (24 54 54)
- El Ahouez Nord (24 54 55)
- El Ahouez Sud (24 54 56)
- El Aksab (24 54 57)

Al mateix temps, forma una municipalitat o baladiyya (codi geogràfic 24 13).